# Маба (народ)
Маба (вадаи; самоназвание — мабаа) — африканский народ, проживает на территории Чада (на границе с Суданом) и в пограничных районах Судана. Маба близки к народам масалит, мими, каранга, фала, рунга.

## Численность
- в Чаде — 310 тыс. чел.,
- в Судане — 50 тыс. чел.

## Язык
Говорят на мабанских языках нило-сахарской макросемьи: абкар, каянга, келинган, маланга и др.

## Вероисповедание
Большинство маба — мусульмане-сунниты.

## Основные занятия
Террасное земледелие, разведение крупного и мелкого рогатого скота, верблюдов, ослов. Развиты кожевенное и гончарное ремесла, обработка металлов.

## Социальная структура
Преобладают патриархально-феодальные отношения. Сохраняется кастовое и племенное деление, деревенские общины, большие семьи.

## Жилище и быт
Маба селятся компактно, дома прямоугольные глинобитные с плоской земляной крышей. Изнутри стены жилищ часто декорированы орнаментом. Питаются маба в основном лепешками из проса с овощными соусами, кашами, похлебками, блюдами из овощей.